# Duemila60 Italian Graffiati
Duemila60 Italian Graffiati è il quinto album di Ivan Cattaneo, pubblicato in Italia nel 1981.

## Descrizione
Dopo il buon successo riscontrato con Urlo, il cantautore decise di lavorare a un album che racchiudesse le più celebri hit dell'era beat realizzando un album composto da 14 cover di grandi successi italiani degli anni sessanta come Il Geghegè di Rita Pavone, Nessuno mi può giudicare di Caterina Caselli e Ragazzo triste di Patty Pravo riproposti sotto nuove forme musicali che mescolano pop e ska, abbandonando così temporaneamente le influenze elettroniche dei lavori precedenti. Grande successo farà la rivisitazione di Una zebra a pois di Mina, tanto che l'artista continuerà a riproporla nei concerti per lungo periodo. Il disco è un successo inaspettato per Ivan Cattaneo, che lo porterà a un traguardo di 475 000 copie vendute.

## Tracce
1. Il Geghegè – 2:00
2. Il ballo del mattone – 2:13
3. Nessuno mi può giudicare – 2:28
4. Un ragazzo di strada – 2:52
5. Una zebra a pois/Tintarella di luna – 2:41
6. Ragazzo triste – 3:11
7. Yeeh!!! – 3:36
8. Saint Tropez Twist – 2:28
9. Che colpa abbiamo noi – 2:18
10. I Watussi – 3:16
11. Stessa spiaggia stesso mare – 2:27
12. Abbronzatissima – 2:18
13. Coccinella – 2:35
14. Sei diventata nera – 2:22

## Formazione
- Ivan Cattaneo – voce
- Andrea Sacchi – chitarra acustica, chitarra elettrica
- Moreno Ferrara – chitarra sintetica, cori
- Gianni Dall'Aglio – batteria
- Claudio Bazzari – chitarra acustica, chitarra elettrica
- Alessandro Centofanti – tastiera, pianoforte, organo Hammond
- Arturo Zitelli – chitarra sintetica, cori
- Dino Kappa – basso
- Lalla Francia, Paola Orlandi, Marco Ferradini – cori